# Uppaal
Uppaal（ウパール）は、形式言語のうち、モデル検査の機能を持つシステム。時間制約付きモデルを図として記述し、検査・検証を行う。時相論理式で検査したい項目を指定する。学術向けは無償利用できるが、商用は有償。日本ではキャッツが販売代理店をしている。JAXAなど、研究開発機関での利用が進んでいる。

## 開発元
2つの大学の共同事業 
- Uppsala University, Sweden
- Aalborg University in Denmark.